# Brett Aitken
Brett Aitken (Adelaide, 25 januari 1971) is een voormalig Australische wielrenner. Aitken was zowel actief op de weg als op de baan. Zijn grootste sucsessen behaalde hij op de wielerbaan. Zo won hij in 1993 samen met Stuart O'Grady, Billy J. Shearsby en Tim O'Shannessy de Wereldtitel op de ploegenachtervolging. In 1994 won Aitken samen met Bradley McGee, Stuart O'Grady en Tim O'Shannessy op hetzelfde onderdeel tijdens de Gemenebestspelen de gouden medaille. Op de Olympische Spelen won Aitken de zilveren medaillen in 1992 en de bronzen medaille in 1992 op de ploegenachtervolging. Tijdens de Spelen van 2000 in Sydney won hij samen met Scott McGrory de titel op de koppelkoers.
Aitken stopte als wielrenner in 2004, maar kwam op dat besluit terug in 2006. In 2009 stopt Aitken opnieuw met wielrennen.
Aitkens dochter Ashli overleed in de morgen van 14 juni 2009 op 10-jarige leeftijd. Ze leed aan het syndroom van Rett.

## Palmares

### Baanwielrennen
1990
 Gemenebestspelen, ploegenachtervolging
 Wereldkampioenschap ploegenachtervolging, amateurs
1991
 Wereldkampioenschap ploegenachtervolging, amateurs
1992
 Olympische Spelen ploegenachtervolging
1993
 Wereldkampioenschap ploegenachtervolging
1994
 Gemenebestspelen ploegenachtervolging
 Australisch kampioenschap koppelkoers
 Wereldkampioenschap ploegenachtervolging
1996
 Australisch kampioenschap koppelkoers
 Olympische Spelen ploegenachtervolging
1997
 Australisch kampioenschap koppelkoers
2000
 Olympische Spelen koppelkoers
2e Zesdaagse van Gent
2004
1e Bendigo koppelkoers

### Wegwielrennen
1997
- 1e in Tour of Somerville

1998
- 1e in 1e etappe Jayco Bay Cycling Classic
- 1e in 3e etappe Jayco Bay Cycling Classic
- 1e in Eindklassement Jayco Bay Cycling Classic

1999
- Puntenklassement Tour Down Under

2000
- 1e in 1e etappe Jayco Bay Cycling Classic
- 1e in 2e etappe Jayco Bay Cycling Classic
- 1e in Eindklassement Jayco Bay Cycling Classic

2001
- 1e in Colac Otway Classic

2002
- 1e in 2e etappe Jayco Bay Cycling Classic
- 1e in 2e etappe Tour of Tasmania
- 1e in 4e etappe Tour of Tasmania

2003
- 1e in 3e etappe Jayco Bay Cycling Classic
- 1e in Great Grampians Little Dessert Classic
- 1e in 1e etappe Tour of Sunraysia
- 1e in 4e etappe Tour of Sunraysia
- 1e in 6e etappe Tour of Sunraysia
- 1e in 5e etappe Tour of Queensland

2006
- 1e in 2e etappe deel B Top End Tour
- 1e in 1e etappe Tour of the Murray River
- 1e in 3e etappe Tour of the Murray River
- 1e in 8e etappe Tour of the Murray River

2007
- 1e in 1e etappe Tour of the Murray River
- 1e in 8e etappe Tour of Tasmania

2009
- 1e in 5e etappe Jayco Bay Cycling Classic

## Ploegen
1998-Palmans-Ideal (stagiair)

1999-Palmans-Ideal

2003-Giant Asia Racing Team

2006-Savings & Loans Cycling Team

2007-Savings & Loans Cycling Team

2008-Savings & Loans Cycling Team

2009-Savings & Loans Cycling Team
2000: Brett Aitken & Scott McGrory ·
2004: Stuart O'Grady & Graeme Brown ·
2008: Juan Curuchet & Walter Pérez ·
2020: Lasse Norman Hansen & Michael Mørkøv ·
2024: Iúri Leitão & Rui Oliveira
Wielerploegen van Brett Aitken
Bomans · Corvers · M.De Clercq · H.De Clercq · De Geyter · Hammond · Høj · Janssens · Nelissen · Pauwels · Spaenhoven · Sunderland · Van Malderghem · G.Vanderaerden · Vermeersch · Aitken (stagiair) · Berden (stagiair) · Rivera (stagiair)
Aitken · Berden · Bruylandts · M.De Clercq · H.De Clercq · Eeckhout · Hammond · Janssens · Pauwels · Smirnov · Strole · Sunderland · Van De Walle · Van Malderghem · G.Vanderaerden · Vermeersch · De Peuter (stagiair) · Vilcinskas (stagiair) 